# Sabine av Württemberg
Sabine av Württemberg, född 2 juli 1549, död 17 augusti 1581, var den första lantgrevinnan av Hessen-Kassel. Dotter till Kristoffer av Württemberg och Anna Maria av Brandenburg-Ansbach. Gift 1566 med lantgreve Vilhelm IV av Hessen-Kassel. Äktenskapet beskrivs som lyckligt. 
Sabine utnämndes i makens testamente som regent ifall han skulle dö då sonen fortfarande var minderårig. Hon grundade det första allmänna apoteket i Kassel.